# 針生雄吉
針生 雄吉（はりう ゆうきち、1937年2月25日 - 2025年3月27日）は、日本の政治家、医師。元公明党参議院議員（1期）。医学博士。

## 来歴
宮城県仙台市出身。1963年東北大学医学部卒。1968年東北大学大学院医学研究科修了。修了後は国立水戸病院や仙台市立病院などに産婦人科医として勤務する。1986年の第14回参議院議員通常選挙に比例区から公明党公認で立候補したが次点に終わる。1990年塩出啓典の衆院選立候補（落選）に伴い繰り上げ当選、1期務めた。1992年引退。
2025年3月27日午前1時18分、肺炎のため仙台市の病院で死去。88歳没。